# Taschenmunition

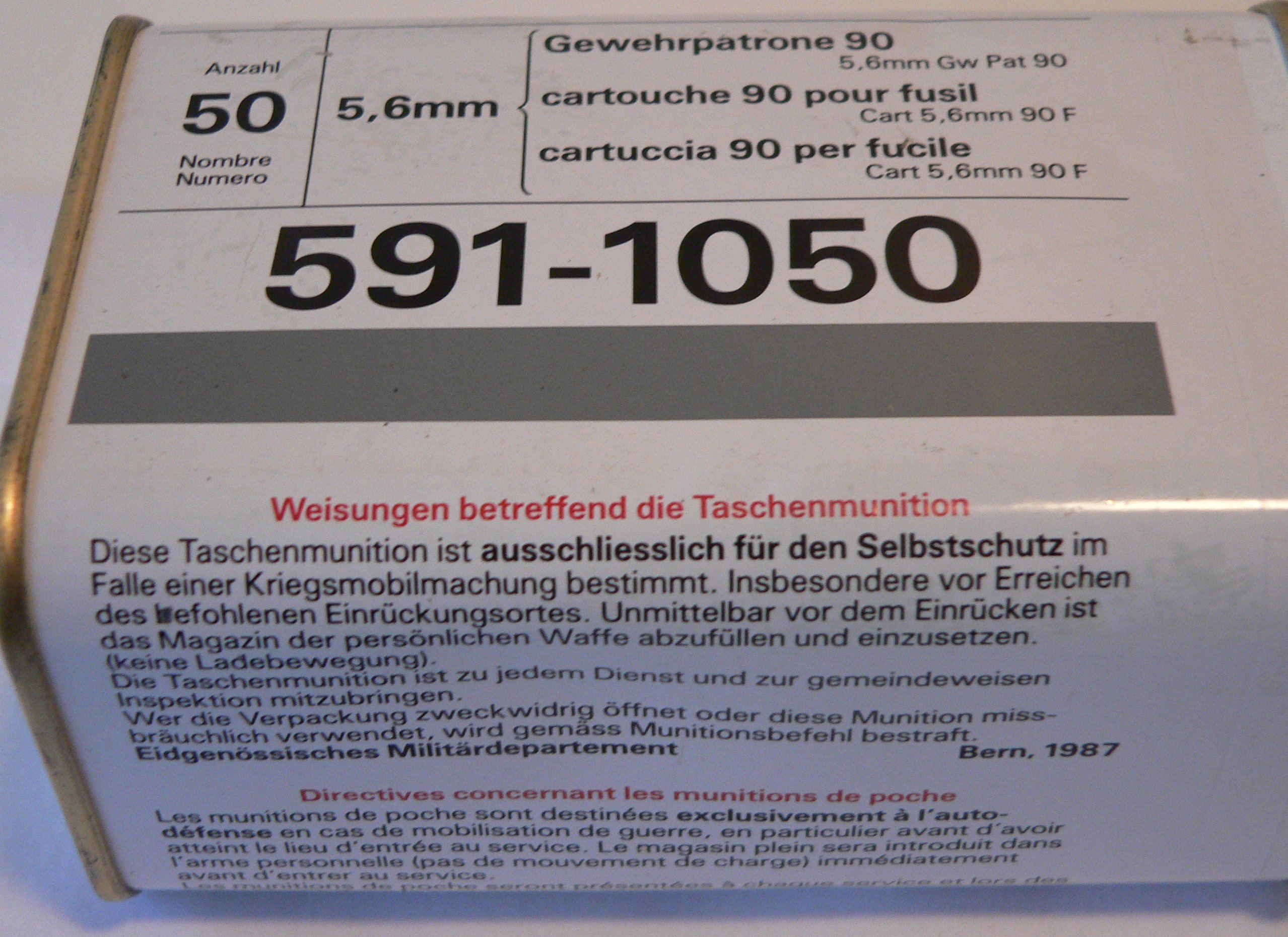
Taschenmunition zu Sturmgewehr 90

Die Taschenmunition wurde bis Herbst 2007 jedem Angehörigen der Schweizer Armee am Ende der Rekrutenschule mitgegeben. Eine Ausnahme waren teilweise die Durchdiener, die ihren Dienst jeweils nur für Urlaubstage unterbrechen und ihn sonst am Stück leisten.
Die Taschenmunition war, wie das Sturmgewehr auch, zu Hause aufzubewahren. Die Blechbüchse durfte nur bei Anordnung einer Kriegsmobilmachung mithilfe des beigepackten Schlüssels geöffnet werden, um den Selbstschutz beim Einrücken sicherzustellen. Sie war ungeöffnet in jeden Dienst mitzunehmen.

## Abgabe und Rückzug der Taschenmunition
1892 wurde erstmals eine Notmunition von 30 Schuss an die Infanterie abgegeben, welche aber wegen Missbräuchen 1899 wieder eingezogen wurde. 1939 wurden der Grenzschutz und 1940 die ganze Armee mit Taschenmunition ausgestattet, welche kurz nach Kriegsende (ausser bei Offizieren für deren Pistolen) wieder eingezogen wurde. 1952 liess die Entwicklung des Kalten Krieges es geboten erscheinen, wiederum eine Taschenmunition an alle Truppen auszugeben, um damit eine rasche Mobilisierung abzusichern.
Gemäss Schweizer Bundesrecht (Verordnung des VBS über die persönliche Ausrüstung der Armeeangehörigen; VPAA-VBS; 514.101 Art. 7) wird die Taschenmunition nur aktiven Angehörigen der Armee abgegeben. Beim Übertritt in die Reserve, bei der Rückgabe der Ausrüstung sowie bei einer Abnahme der persönlichen Waffe muss die Taschenmunition zurückgegeben werden.
Am 26. Oktober 2007 wurde bekanntgegeben, dass die Abgabe der Taschenmunition an das Gros der aktiven Angehörigen der Armee ausgesetzt werde. Die VPAA-VBS wurde entsprechend angepasst. Seit Ende 2009 verfügen nur noch ausgewählte Alarmformationen sowie die Militärische Sicherheit über die Taschenmunition. Die Abgabe sei aber nur ausgesetzt, dies würde bei Veränderung der Sicherheitslage überprüft.
2011 war der Auftrag des nationalen Parlaments beinahe erfüllt, nachdem Ende 2009 noch fast zwei Millionen Schuss unauffindbar waren; nur noch bei 1047 Angehörigen der Armee war damals der Verbleib ihrer Munition offen. 2022 wurde eine Motion eingereicht, wonach die Taschenmunition wieder abzugeben sei.

## Arten
- 50 Gewehrpatronen 90 (Gw Pat 90; 5,56 × 45 mm NATO) zu Sturmgewehr 90
- 24 Gewehrpatronen 11 (GP 11; 7,5 × 55 mm Swiss) zu Sturmgewehr 57
- 48 Pistolenpatronen 41 (9 mm Parabellum) zu Pistole 75

## Trivia
Wegen ihrer Büchsenverpackung und dem Öffnungsvorgang ähnlich einer Fleischkonserve wurde die Taschenmunition von den Soldaten im Militärjargon auch „Corned Beef“ genannt.